# Acid Mothers Temple
Az Acid Mothers Temple japán pszichedelikus/experimental rock együttes. A zenekar 1995-ben alakult. Karrierjük alatt számtalan együttessel és zenésszel kollaboráltak már. Az Acid Mothers Temple vezetője Makoto Kavabata (Kawabata Makoto) gitáros. Eredetileg "Acid Mother's Temple" volt a nevük, 1997-ben távolították el az aposztrófot a névből. Több lemezt is kiadtak már különböző kiadók gondozásában. 1998-ban megalapították saját lemezkiadó cégüket.
Több névvel rendelkeznek: "Acid Mothers Temple & the Cosmic Inferno", "Acid Mothers Temple & The Melting Paraiso U.F.O." stb. Kavabata elmagyarázta, hogy "az Acid Mothers Temple többféle néven manifesztálódik".